# Révész László (régész)
Révész László (Dombóvár, 1960. április 19. –) magyar régész, muzeológus, egyetemi tanár, a Magyar Nemzeti Múzeum tudományos főmunkatársa, a Szegedi Tudományegyetem tanszékvezető docense, 2008 óta a Magyar Tudományos Akadémia 
Régészeti Bizottságának tagja.
Főbb kutatási területe a magyar honfoglalás és államalapítás kora, valamint Közép-Európa története és régészeti emlékei a 9-11. században. Legjelentősebb feltárásai, ezen korszakok temetőinek feltárására és feldolgozására irányulnak. Nevezetes a Karoson 1986-1990 között végzett munkája,  
ahol a Kárpát-medence régészeti leletekben eddig ismert leggazdagabb 10. századi temetőit tárta fel.

## Élete
1978-ban érettségizett a dombóvári Gőgös Ignác Gimnáziumban. 1979–1984 között végzett a JATE magyar-történelem, régészeti speciális képzésén. 1994-től kandidátus. 1984–1993 között a miskolci Herman Ottó Múzeum régésze, 1993–1994-ben megyei múzeumigazgató-helyettes. 1994–től a Magyar Nemzeti Múzeum régésze, 1995-től főosztályvezető. 1992-1995 között a Miskolci Egyetem Történeti Tanszékének adjunktusa. 1995-2007 között az Eötvös Loránd Tudományegyetem Régészeti Intézetének külső előadója. 2008-tól a Szegedi Tudományegyetem Régészeti Tanszékének tanszékvezető egyetemi docense.
1984-től tagja a Régészeti és Művészettörténeti Társulatnak, 2006-tól alapító tagja a Magyar Régész Szövetségnek.
Feltárásokat végzett többek között Hódmezővásárhelyen, Karoson, Korcsán és Ónod várában.

## Művei
- 1985 Adatok a honfoglalás kori tegez szerkezetéhez. ActaAntSzeg 26, 35–54.
- 1986 IX-X. századi telep nyomai Mezőkövesden. HOMK 24, 23–33.
- 1986 Egyedi típusú honfoglalás kori íj csontmaradványai Hódmezővásárhely-Nagyszigeten. ComArchHung 1986, 123–134.
- 1987 Lyraförmige Schnallen in dem Karpatenbecken. ActaArchHung 39, 257–285.
- 1988 Gömbsorcsüngős fülbevalók a Kárpát-medencében. HOMÉ 25-26, 141–159.
- 1989 Líra alakú csatok a Kárpát-medencében. HOMÉ 25-26, 513–541.
- 1989 Előzetes jelentés a karosi honfoglalás kori temető ásatásáról. ArchÉrt 114, 22–51.
- 1990 Honfoglaló vezérek népe Karoson. Kiállítási katalógus. Budapest.
- 1990 Készenléti íjtartó tegezek a magyar honfoglalás kori sírokban. HOMÉ 28-29, 31–49.
- 1991 Honfoglalás kori veretes tarsolyok Karosról. EMÉ 25-26, 275–309.
- 1991 Voltak-e nagycsaládi temetői a honfoglaló magyaroknak? MFMÉ 1984-85, 615–639.
- 1991 Die Bereitschafts - Bogenbehälter (Gorythos) in den Gräbern der ungarischen Landnahmezeit. ActaArchHung 44, 345–369.
- 1992 Honfoglalás- és államalapítás kori temetők Miskolcon. In: Rémiás T. (szerk.): Régészeti tanulmányok Miskolc történetéből. Miskolc, 91–120.
- 1996 A Karosi honfoglalás kori temetők. Régészeti adatok a Felső-Tisza-vidék X. századi történetéhez. Miskolc.
- 1999 Emlékezzetek utatok kezdetére. Régészeti kalandozások a magyar honfoglalás és államalapítás korában. Budapest.
- 2001 Aranyszántás Balotán. Gazdag honfoglalás kori női sírok Kiskunhalas környékén. Budapest - Kiskunhalas.
- 2008 Heves megye 10-11. századi temetői. Magyarország honfoglalás kori és kora Árpád-kori sírleletei (5). Magyar Nemzeti Múzeum, MTA Régészeti Intézet.
- 2013 A honfoglalás kor kutatásának legújabb eredményei. Tanulmányok Kovács László 70. születésnapjára; szerk. Révész László, Wolf Mária; SZTE Régészeti Tanszék–MTA BTK Magyar Őstörténeti Témacsoport–Martin Opitz, Szeged–Bp.,  (Monográfiák a Szegedi Tudományegyetem Régészeti Tanszékéről)
- 2014 A magyar honfoglalás kora. A Magyar Nemzeti Múzeum állandó kiállítása; Magyar Nemzeti Múzeum, Bp.,  (megjelent angol nyelven is)
- 2016 Népek és kultúrák a Kárpát-medencében. Tanulmányok Mesterházy Károly tiszteletére; főszerk. Kovács László, Révész László, szerk. Bollók Ádám et al.; Magyar Nemzeti Múzeum, Bp.,
- 2020  A 10‒11. századi temetők regionális jellemzői a Keleti-Kárpátoktól a Dunáig. Magyarország honfoglalás kori és kora Árpád-kori sírleletei (13). SZTE BTK Régészeti Tanszék, MTA BTK Régészeti Intézet, Magyar Nemzeti Múzeum.